# Erb (Unternehmen)
Die Erb-Gruppe (amtlich Hugo Erb AG) war eine Schweizer Unternehmensgruppe, welche vorwiegend im Automobilhandel tätig war. In den 1990er Jahren erfolgte eine Diversifikation in den Bereichen Kaffeehandel, Immobilien sowie im Küchenbau. 2003 ging das Unternehmen, welches sich vollumfänglich im Besitz der Familie Erb befand, Konkurs. Nach der Swissair-Pleite ist dies der zweitgrösste Firmenkonkurs in der Geschichte der Schweiz.

## Geschichte
Das Unternehmen wurde 1920 von Hugo Erb senior in Form einer kleinen Reparaturwerkstätte in Winterthur-Töss gegründet. Bis in die 1980er Jahre wuchs die Erb-Gruppe stetig und wurde so zu einem grossen Namen der Schweizer Automobilbranche (neben AMAG und Emil Frey AG). Die Erb-Gruppe war zudem führend in der Baunebenbranche der Schweiz im Fenster-, Türen- und Küchenbau (Bruno Piatti AG, EgoKiefer AG). Ebenso nahm die Erb-Gruppe eine führende Stellung im Holzhandel ein (Holzwerkstoff Holding AG), war der zweitgrösste Kaffeehändler der Welt (Volcafe) und im Finanzsektor (Leasing, Private Banking & Devisenhandel) tätig. Die Erb-Gruppe beschäftigte knapp 5000 Mitarbeiter und erzielte einen nicht konsolidierten Umsatz von über 5 Milliarden Franken. Durch das Engagement in der Kölner Concordia Bau und Boden AG (CBB) wurde dem eigentlich florierenden Unternehmen zusehends das Geld abgezogen, bis 2003 der überraschende Zusammenbruch folgte.
Am 17. Dezember 2003 erhob die Staatsanwaltschaft Klagen in Höhe von mehreren Milliarden Franken gegen den damaligen Erb-CEO Rolf Erb und Sanierer Hans Ziegler sowie gegen die Sachwalter der zusammengebrochenen einzelnen Holding-Gesellschaften der Erb-Gruppe (Unifina Holding AG, Herfina AG, Uniwood Holding AG und Uniinvest Holding AG).
Am 22. März 2012 wurde der ehemalige Unternehmer Rolf Erb vom Bezirksgericht Winterthur wegen gewerbsmässigen Betrugs, mehrfacher Urkundenfälschung und mehrfacher Gläubigerschädigung durch Vermögensverminderung zu einer unbedingten Freiheitsstrafe von acht Jahren verurteilt. Erb und die Staatsanwaltschaft kündigten Berufung an, das Zürcher Obergericht senkte am 15. Januar 2014 die Strafe um ein Jahr auf sieben Jahre. Das Gericht entschied, dass seine Immobilien wie das Schloss Eugensberg im thurgauischen Salenstein, die Wolfensberg Villa in Wülflingen und das Winterthurer Zentrum Töss zwangsversteigert werden und wie seine Oldtimersammlung sowie weitere Vermögenswerte in die Konkursmasse fliessen. Erb kündigte den Weiterzug des Urteils ans Bundesgericht an. Am 27. August 2015 lehnte das Bundesgericht die Beschwerde ab und bestätigte das Urteil des Zürcher Obergerichts.

## Dokumentationen
- Hansjürg Zumstein: Der Zusammenbruch. Wie die Familie Erb Milliarden verdiente und wieder verlor. DOK, Schweizer Fernsehen, 19. Januar 2012 (52 Minuten).